# Quintette à cordes en sol majeur de Taneïev
Pour les articles homonymes, voir Quintette à cordes (homonymie).
Le Quintette à cordes en sol majeur opus 14 est un quintette de Sergueï Taneïev. Composé en 1901 révisé en 1903, c'est un quintette pour deux violons, alto et deux violoncelles comme le célèbre quintette de Schubert D.956. Il a été publié en 1904 à Leipzig par Mitrofan Belaïev.

## Analyse de l'œuvre
1. Allegro
2. Vivace con fuoco
3. Tema con variazioni

- Durée d'exécution: trente sept minutes